# Hysteropterum scoleogramma
Hysteropterum scoleogramma är en insektsart som beskrevs av Franz Xaver Fieber 1877. Hysteropterum scoleogramma ingår i släktet Hysteropterum och familjen sköldstritar. Inga underarter finns listade i Catalogue of Life.